# 高遠テレビ・FM中継局
高遠テレビ・FM中継局（たかとおテレビエフエムちゅうけいきょく）は、長野県伊那市の旧高遠町域に設置されているテレビとFMラジオの中継局である。

## 概要
当中継局は、伊那市高遠町東高遠月蔵の月蔵山に置かれ、伊那市の一部をカバーしている。

## 中継局概要

### デジタルテレビ放送
| リモコン 番号 | 放送局名         | チャンネル 番号 | 空中線 電力 | ERP  | 偏波面   | 放送対象 地域 | 放送区域 内世帯数 | 運用開始日     |
| ------------- | ---------------- | --------------- | ----------- | ---- | -------- | ------------- | ----------------- | -------------- |
| 1             | NHK 長野総合     | 25              | 1W          | 1.7W | 水平偏波 | 長野県        | -                 | 2008年 12月1日 |
| 2             | NHK 長野教育     | 31              | 1W          | 1.7W | 水平偏波 | 全国          | -                 | 2008年 12月1日 |
| 4             | TSB テレビ信州   | 29              | 1W          | 1.7W | 水平偏波 | 長野県        | -                 | 2008年 12月1日 |
| 5             | abn 長野朝日放送 | 21              | 1W          | 1.7W | 水平偏波 | 長野県        | -                 | 2008年 12月1日 |
| 6             | SBC 信越放送     | 32              | 1W          | 1.7W | 水平偏波 | 長野県        | -                 | 2008年 12月1日 |
| 8             | NBS 長野放送     | 34              | 1W          | 1.7W | 水平偏波 | 長野県        | -                 | 2008年 12月1日 |

- 所在地： 伊那市高遠町東高遠月蔵（月蔵山）[1][2]
- 2008年8月6日に予備免許交付[5]、12月1日に本免許が交付され[1]、同日、本放送を開始した。

### アナログテレビ放送
| チャンネル 番号 | 放送局名         | 空中線 電力       | ERP                 | 偏波面   | 放送対象 地域 | 放送区域 内世帯数 | 運用開始日      |
| --------------- | ---------------- | ----------------- | ------------------- | -------- | ------------- | ----------------- | --------------- |
| 8               | NHK 長野教育     | 映像3W/ 音声750mW | 映像2.9W/ 音声720mW | 水平偏波 | 全国          | -                 | 1963年 12月22日 |
| 10              | NHK 長野総合     | 映像3W/ 音声750mW | 映像2.9W/ 音声720mW | 水平偏波 | 長野県        | -                 | 1963年 12月22日 |
| 12              | SBC 信越放送     | 映像3W/ 音声750mW | 映像2.5W/ 音声610mW | 水平偏波 | 長野県        | -                 | 1963年 12月22日 |
| 36              | abn 長野朝日放送 | 映像10W/ 音声2.5W | 映像22W/ 音声5.5W   | 水平偏波 | 長野県        | -                 | -               |
| 41              | NBS 長野放送     | 映像10W/ 音声2.5W | 映像24W/ 音声5.9W   | 水平偏波 | 長野県        | -                 | 1976年 9月30日  |
| 43              | TSB テレビ信州   | 映像10W/ 音声2.5W | 映像22W/ 音声5.5W   | 水平偏波 | 長野県        | -                 | -               |

- 所在地： デジタルテレビ放送に同じ
- 2011年7月24日をもってすべて廃止された。

### FM放送
| 周波数  | 放送局名   | 空中線 電力 | ERP   | 偏波面   | 放送対象 地域 | 放送区域 内世帯数 | 運用開始日     |
| ------- | ---------- | ----------- | ----- | -------- | ------------- | ----------------- | -------------- |
| 85.0MHz | NHK 長野FM | 10W         | 14.5W | 水平偏波 | 長野県        | -                 | 1969年 12月6日 |

- 所在地： デジタルテレビ放送に同じ